# Túpolev TB-3
El Túpolev TB-3 (en ruso: Тяжёлый Бомбардировщик, romanizado: Tyazholy Bombardirovschik), fue un bombardero pesado y aeronave civil bajo la designación ANT-6. Fue el bombardero pesado desplegado por la Fuerza Aérea Soviética en los años 30 y durante la Segunda Guerra Mundial. Fue el primer bombardero pesado cuatrimotor del mundo en usar alas en voladizo. Aunque fue oficialmente retirado del servicio en 1939, a pesar de su obsolescencia, el TB-3 continuó prestando sus servicios como bombardero y transporte durante la Segunda Guerra Mundial. El TB-3 también participó en el papel de “avión nodriza” en el proyecto Zveno y como transporte de tanques ligeros.

## Desarrollo
En 1925, la Fuerza Aérea Soviética entregó al TsAGI el requerimiento de un bombardero pesado con una potencia total de 2000 hp y que pudiera utilizar tren de aterrizaje o flotadores. La OKB Túpolev comenzó a diseñar el aparato en 1926 según los requerimientos gubernamentales, finalizándolo en 1929. Se tomó como base el Túpolev TB-1 para el diseño de la nueva aeronave, propulsada inicialmente con motores Curtiss V-1570 "Conqueror" que generaban 600 hp unitariamente, con la intención de sustituirlos posteriormente por motores Mikulin M-17 (una versión modificada del BMW VI) en los aparatos de producción. La maqueta fue aprobada el 21 de marzo de 1930, y el primer prototipo fue completado el 31 de octubre del mismo año. El avión voló por primera vez el 22 de diciembre de 1930 con Mijaíl Grómov a los mandos con tren de aterrizaje de esquíes. El 20 de febrero de 1931, la Fuerza Aérea Soviética aprobó la producción en masa del ANT-6 con los motores M-17.
El prototipo fue equipado con motores BMW VIz 500 de 730 hp cada uno, radiadores más grandes y hélices de madera diseñadas por el TsAGI. El tren de aterrizaje simple fue considerado demasiado débil, por lo que fue reemplazado por uno en tándem con neumáticos de 1350 × 300 mm (53 × 12 pulgadas). El primer aparato de pre-serie TB-3 4M-17 voló el 4 de enero de 1932 con Andréi Yumashev y I. F. Petrov a los mandos. Inesperadamente, los aviones de serie resultaron entre un 10 y un 12% más pesados que los prototipos, lo que empeoraba perceptiblemente sus prestaciones. La diferencia de peso era debida a las altas tolerancias de los materiales empleados en los aviones de serie, que eran más gruesos y pesados que los empleados en los prototipos, que habían sido cuidadosamente construidos. Además, los aviones habían sido toscamente pintados con una gruesa capa de pintura de camuflaje y laca. Las fábricas llegaron a ofrecer a sus trabajadores 100 rublos por cada kg que pudieran rebajar del peso del avión. Combinado con los esfuerzos de la OKB, se consiguió reducir el peso en 800 kg. Aunque esto provocó que cada aparato pudiera ser distinto de los demás en varios cientos de kg.
En 1933 se modificó un TB-3 4M-17F, mejorando su aerodinámica al retirar una de las torretas y los puntos de anclaje de bombas, recubriendo todas las aperturas y colocando un carenado a las ruedas. El resultado fue un incremento de la velocidad de un 4,5% y un incremento similar en su autonomía. Túpolev llegó a la conclusión de que la aerodinámica era mínimamente beneficiosa en vuelos largos y lentos. Para estudiar el efecto de una “piel corrugada”, entre enero y febrero de 1935 un TB-3 4AM-34R fue recubierto con un revestimiento corrugado. Este experimento resultó en una ganancia de velocidad de un 5,5% y un aumento del techo de vuelo de un 27,5%. El mismo aparato demostró un incremento significativo de su régimen de ascenso, cuando utilizó unas hélices experimentales de cuatro palas.

### Plusmarcas de vuelo
Fuente: Shavrov
- TB-3 4M-34R: vuelo de resistencia de 18 horas y 30 minutos.
- TB-3 4AM-34FRN: con Andréi Yumashev a los mandos, estableció varias marca de carga-altitud:
  - 11 de septiembre de 1936: 5000 kg a 8116 m (26 627 pies), mejorando a 8980 m (29 462 ft) el 28 de octubre.
  - 16 de septiembre de 1936: 10 000 kg a 6605 m (21 670 pies).
  - 20 de septiembre de 1936: 12 000 kg a 2700 m (8858 pies)

## Diseño

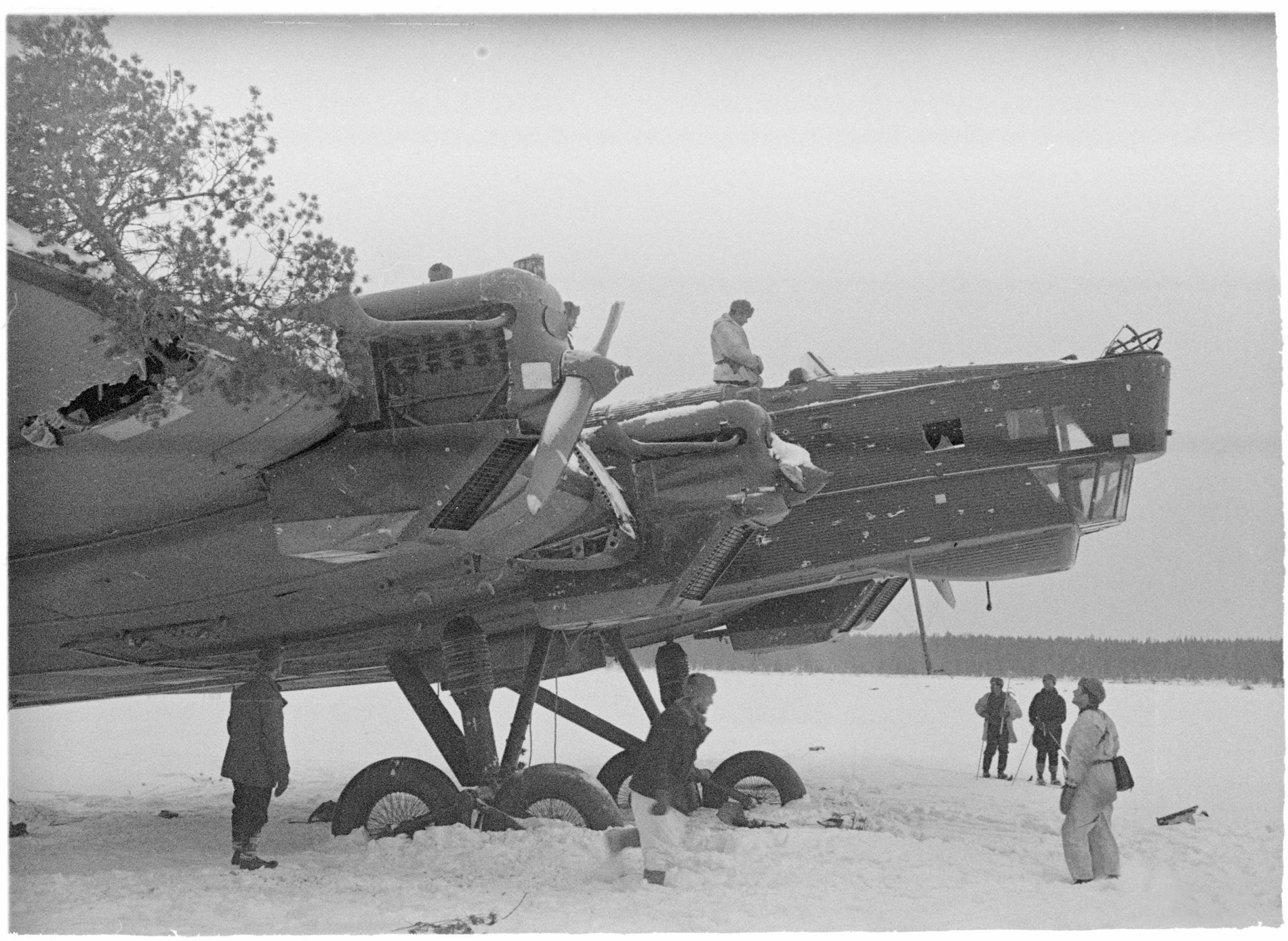
Un Túpolev TB-3 capturado por las tropas finlandesas al realizar un aterrizaje de emergencia

El TB-3 era una aeronave de construcción íntegramente metálica. El armazón estaba compuesto por vigas en V, recubiertas con planchas de aluminio corrugado de entre 0,3 y 0,8 mm de espesor. Las alas en voladizo eran soportadas por una estructura de cuatro vigas semicirculares. En 1934, gracias al desarrollo de aleaciones de acero más resistentes, se pudo aumentar su envergadura desde 39,5 a los 41,85 m, con el consiguiente incremento del área de las alas de 230 a 234,5 m². Los controles eran accionados mediante cables, con un plano de cola de incidencia variable y un sistema de compensación para el caso de que fallaran los motores de un lado. El tren de aterrizaje principal era fijo y no fue equipado con frenos. Los depósitos de combustible no estaban protegidos contra el fuego o los escapes, aunque los motores tenían un sistema de extinción de incendios interno. Los motores M-17 podían ofrecer una autonomía teórica máxima de 3250 km. Su armamento principal consistía en ametralladoras ligeras montadas en cinco torretas: una en el morro, dos sobre la sección media del fuselaje y una "cesta" retráctil debajo de cada ala, entre las góndolas de los motores. En los modelos posteriores se reubicó una de las torretas dorsales detrás del timón de cola.

## Historia operacional

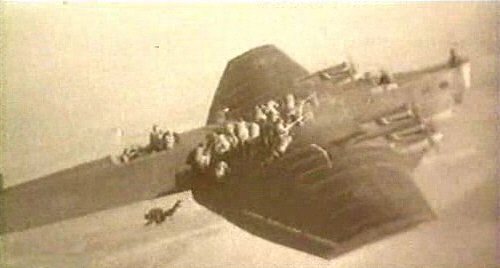
Paracaidistas saltando del Túpolev TB-3 en 1930.

En 1938-1939, aviones TB-3 fueron empleados operacionalmente contra los japoneses durante los incidentes fronterizos de Khalkhin Gol y en la Guerra de Invierno contra Finlandia. Aunque fue oficialmente retirado del servicio en 1939, al inicio de la Gran Guerra Patriótica, el 22 de junio de 1941, la Fuerza Aérea Soviética tenía 516 aparatos operativos, y 25 más la Armada Soviética. Estacionados lejos de la frontera occidental de la URSS, evitaron la destrucción en tierra en las fases iniciales de la guerra y los TB-3 del tercer TBAP (Regimiento de bombardeo pesado) comenzaron a realizar vuelos en misiones nocturnas de bombardeo el 23 de junio. Debido a la escasez de aviones de combate, debieron realizar además misiones diurnas a media y baja altitud sin escolta de cazas, en las cuales sufrieron graves pérdidas a manos de los cazas enemigos y del fuego antiaéreo. Antes de agosto de 1941, los TB-3 formaban un 25% de las fuerzas soviéticas de bombardeo y eran operados por tripulaciones de élite de las fuerzas aéreas, que llegaban a realizar tres misiones de combate por noche. Estos aviones participaron en las mayores batallas hasta 1943, incluidas la primera Batalla de Smolensk, la Batalla de Moscú, la Batalla de Stalingrado, el cerco de Leningrado y la Batalla de Kursk. El 1 de julio de 1945, la decimoctava Fuerza Aérea aún contaba con diez TB-3 activos en sus filas.
El TB-3 sirvió extensamente como avión de carga, remolque de planeadores y transporte de paracaidistas, en cuyo papel podía llegar a transportar a 35 de ellos. En los primeros cinco meses de la guerra, transportaron 2797 Tm de carga y a 2300 personas.
El TB-3 también fue utilizado en varios proyectos especiales. Fue utilizado como avión nodriza en el Proyecto Zveno de cazas parásito y para transportar los tanques T-27, T-37 y T-38. El 1 de agosto de 1941, un par de TB-3 en la configuración Zveno-SPB, cada uno de ellos con dos cazas Polikarpov I-16 sobre sus alas que, a su vez, portaban un par de bombas de 250 kg, destruyeron un depósito de petróleo sin sufrir perdidas. El 11 de agosto y el 13 de agosto del mismo año, los cazas de un Zveno-SPB dañaron el Puente Rey Carol I sobre el Danubio, en Rumanía. Las operaciones del Proyecto Zveno finalizaron a finales de 1942, debido a la alta vulnerabilidad de los aviones nodriza.
En reconocimiento al papel del TB-3 durante la guerra, tres aparatos fueron incluidos en la primera parada aérea tras el final de la guerra, celebrada el 18 de junio de 1945.

## Variantes
Fuente: Shavrov
Prototipos
El primer prototipo llevaba motores Curtiss Conqueror de 600 hp unitarios; este aparato fue modificado en 1931 como prototipo de los aviones de producción.
TB-3 4M-17
Unos 400 ejemplares construidos hasta finales de 1933; introducían tren de aterrizaje revisado con aterrizadores principales independientes y fijos en tándem, y un gran patín de cola; planchas de duraluminio corrugado KA recubrían las alas y el fuselaje.
TB-3 4M-34
Con motores Mikulin AM-34 de 830 hp nominales con radiadores revisados, se le añadieron radiadores de aceite e introducían bajo la sección de proa una góndola para el bombardero; se construyeron menos de 100 ejemplares.
TB-3 4M-34R
Motores mejorados Mikulin AM-34R con cajas reductoras, que les proporcionaban un desempeño perceptiblemente mejorado, una torreta adicional tras el timón de cola, tren de aterrizaje de cola con frenos hidráulicos, refinamiento aerodinámico de la unión entre las alas y el fuselaje y la junta de los radiadores, turbinas de aire de impacto retráctiles.
TB-3 4AM-34RD
Una serie de nueve aviones de demostración de largo alcance similares al 4M-34R, con fuselajes más aerodinámicos y carenados en las ruedas. Usados para los vuelos a Varsovia, París, y Roma entre 1933 y 1934.
TB-3 4AM-34RN
Versión de gran altitud con motores AM-34RN de 970 hp, hélices de cuatro palas en los motores interiores y de dos palas en los exteriores, torretas defensivas actualizadas con ametralladoras ShKAS, velocidad máxima 288 km/h a 4200 m (13 780 pies), techo de vuelo de 7740 m (25 400 pies). Probado entre agosto y octubre de 1935. No llegó a entrar en producción, ya que el diseño básico del TB-3 comenzaba a considerarse obsoleto.
TB-3 4AM-34FRN
Evaluado en septiembre de 1936, introducía tren de aterrizaje revisado con grandes ruedas únicas en los aterrizadores principales, proa rediseñada con una torreta cerrada de accionamiento manual, revestimiento liso en vez del anterior corrugado y motores AM-34FRN de 900 hp que le daban un incremento de potencia, hélices de cuatro palas y otros refinamientos; su velocidad máxima era de 300 km/h; construidos unos 100 ejemplares.
TB-3 4AM-34FRNV
Última versión, similar a la TB-3 4AM-34FRN, pero con torreta dorsal cerrada y motores AM-34FRNV de 1200 hp; construidos unos 100 ejemplares.
TB-3D
Un aparato evaluado con motores diésel Charomsky AN-1 de 750 hp y una autonomía estimada de 4280 km, no llegó a entrar en producción porque sus capacidades eran inferiores a las del TB-3 4AM-34RN.
G-2
TB-3 retirados del servicio con motores M-17 y M-34 convertidos para realizar tareas de carga con la empresa Aeroflot.
ANT-6A
Un lote de cinco aparatos TB-3 4AM-34R modificados en 1937 para la expedición al Polo Norte con cabinas de vuelo totalmente cerradas, equipos de deshielo y calefacción, tren de aterrizaje intercambiable de ruedas simples de dos metros en el tren principal y esquíes, hélices metálicas tripala y paracaídas de frenado; también algunos más utilizados en calidad de vehículos de apoyo de las bases soviéticas en el Ártico por Aviaarktika.

## Operadores
República de China
- Fuerza Aérea de la China Nacionalista

 Unión Soviética
- Aeroflot
- Fuerza Aérea Soviética

## Especificaciones (TB-3 4M-17F, modelo de 1934)
Referencia datos: Shavrov

### Características generales
- Tripulación: Ocho-diez
- Longitud: 24,4 m (80,1 ft)
- Envergadura: 41,8 m (137,1 ft)
- Altura: 8,5 m (27,9 ft)
- Superficie alar: 234,5 m² (2524,2 ft²)
- Peso vacío: 11 200 kg (24 684,8 lb)
- Peso cargado: 17 200 kg (37 908,8 lb)
- Peso máximo al despegue: 19 300 kg (42 537,2 lb)
- Planta motriz: 4× motor lineal V12 refrigerado por líquido Mikulin M-17F.
  - Potencia: 526 kW (725 HP; 715 CV) cada uno.
- Hélices: 1× Bipala de paso fijo por motor.

### Rendimiento
- Velocidad máxima operativa (Vno): 200 km/h (124 MPH; 108 kt) a 3000 m (9840 pies)
- Alcance: 2000 km (1080 nmi; 1243 mi)
- Techo de vuelo: 3800 m (12 467 ft)
- Régimen de ascenso: 1,3 m/s (246 ft/min)
- Carga alar: 73 kg/m² (15 lb/ft²)
- Potencia/peso: 0,15
- Carrera de despegue: 300 m
- Distancia de aterrizaje: 330 m

### Armamento
- Ametralladoras: 

  - 6-8x DA de 7,62 mm, con 100 tambores de 63 cartuchos c/u
- Bombas: Hasta 5000 kg de bombas

## Aeronaves relacionadas

### Aeronaves similares
- Mitsubishi Ki-20
- SAB AB-20

### Secuencias de designación
- Secuencia ANT-_ (interna de Túpolev): ← ANT-3 - ANT-4 - ANT-5 - ANT-6 - ANT-7 - ANT-8 - ANT-9 →
- Secuencia TB-_ (Bombarderos Pesados soviéticos, 1923-1940): TB-1 - TB-2 - TB-3 - TB-4 - TB-5 - TB-6 →
- Secuencia G-_ (Aviones de Carga soviéticos, 1923-1940): G-1 - G-2